# Hornillos
Hornillos ist eine Ortschaft im Departamento Potosí im südamerikanischen Anden-Staat Bolivien.

## Lage im Nahraum
Hornillos ist eine Siedlung im Kanton Tupiza im Municipio Tupiza in der Provinz Sur Chichas. Die Ortschaft liegt in einer Höhe von 3532 m an einem der nur zur Regenzeit wasserführenden Trockentäler, die zum Río Cotagaita führen und über den Río Tumusla und den Río San Juan del Oro mit dem Río Pilcomayo verbunden sind.

## Geographie
Hornillos liegt zwischen den Höhenzügen der Cordillera de Chichas und der Cordillera Central, die sich aus der kargen Hochebene des bolivianischen Altiplano erheben. Das Klima ist wegen der Binnenlage kühl und trocken und durch ein typisches Tageszeitenklima gekennzeichnet, bei dem die Temperaturschwankungen zwischen Tag und Nacht in der Regel deutlich größer sind als die jahreszeitlichen Schwankungen.
Die Jahresdurchschnittstemperatur liegt bei 15 °C (siehe Klimadiagramm Cotagaita) und schwankt nur unwesentlich zwischen 11 °C im Juni/Juli und 18 °C im Dezember und Januar. Der Jahresniederschlag beträgt nur etwa 300 mm, mit einer stark ausgeprägten Trockenzeit von April bis Oktober mit Monatsniederschlägen unter 10 mm, und einer Feuchtezeit von Dezember bis Februar mit 70 bis 80 mm Monatsniederschlag.

## Verkehrsnetz
Hornillos liegt in einer Entfernung von 239 Straßenkilometern südlich von Potosí, der Hauptstadt des Departamentos.
Die asphaltierte Nationalstraße Ruta 1 führt vom Titicaca-See im Norden zur argentinischen Grenze im Süden und durchquert dabei die Großstädte El Alto, Oruro und Potosí. Von Potosí aus führt sie über 37 Kilometer in südlicher Richtung bis Cuchu Ingenio, wo die Ruta 14 in südlicher Richtung abzweigt und über Vitichi, Tumusla, Cotagaita und Ramadas nach Hornillos und weiter in südlicher Richtung nach Villazón an der argentinischen Grenze führt.
In Hornillos zweigt die Nationalstraße Ruta 20 nach Osten ab, die die menschenleere Cordillera de Mochara durchquert und über Impora nach Las Carreras in der Provinz Sud Cinti im Departamento Chuquisaca führt, wo sie auf die Ruta 1 trifft.

## Bevölkerung
Die Einwohnerzahl des Ortes ist im vergangenen Jahrzehnt auf fast das Dreifache angestiegen:
| Jahr | Einwohner   | Quelle       |
| ---- | ----------- | ------------ |
| 1992 | keine Daten | Volkszählung |
| 2001 | 58          | Volkszählung |
| 2012 | 166         | Volkszählung |
| 2024 |             | Volkszählung |

Die Region weist einen hohen Anteil an Quechua-Bevölkerung auf, im Municipio Tupiza sprechen 49,7 Prozent der Bevölkerung die Quechua-Sprache.